# منتخب تركيا لكرة السلة على الكراسي المتحركة للرجال
منتخب تركيا لكرة السلة على الكراسي المتحركة للرجال (بالتركية: Türkiye millî tekerlekli sandalye basketbol takımı)‏ هو ممثل تركيا الرسمي في المنافسات الدولية في كرة السلة على الكراسي المتحركة .